# Francisco Oller
Francisco Oller (nome completo Francisco Manuel Oller y Cestero) (Bayamón, 17 de junho de 1833 - San Juan, 17 de maio de 1917) foi um pintor e artista visual porto-riquenho. Francisco Oller é o único latino-americano a ter um papel de importância no desenvolvimento do impressionismo.

## Vida pessoal
Francisco nasceu em Bayamón, Puerto Rico, o terceiro de quatro filhos de uma aristocrática e rica família de origem espanhola. Seus pais chamavam-se Cayetano Juan Oller y Fromesta e María del Carmen Cestero Dávila. Aos 11 anos começou a estudar arte sob a tutela de Juan Cleto Noa, pintor que tinha uma escola de arte em San Juan, capital de Porto Rico. Lá Francisco demonstrou seu grande talento para a arte, especialmente a pintura e em 1848 o General Juan Prim, governador de Porto Rico, ofereceu-lhe a chance de ir para Roma continuar seus estudos. Sua mãe, porém, não concordou com a viagem, pois Francisco era novo demais para viajar sozinho.
Aos 18 anos, Francisco mudou-se para Madri, onde começou a estudar pintura na Real Academia de Belas-Artes de São Fernando, sob a tutela de Don Federico de Madrazo y Kuntz, diretor do Museu do Prado. Em 1858, mudou-se para Paris, onde estudou com Thomas Couture. Em seguida, matriculou-se para estudar artes no Louvre, sob a orientação de Gustave Courbet. Em seu tempo livre, aproveitando-se de sua voz de barítono, Francisco participava da ópera local. Era frequente vê-lo em cafés conversando com outros artistas. Logo ele se tornaria amigo de outros artistas porto-riquenhos, como Ramón Emeterio Betances, posteriormente expatriado da França por sua inclinação política. Em 1859, Francisco exibiu alguns de seus trabalhos próximo aos trabalhos de Bazille, Renoir, Monet, e Sisley.
Por um curto período, Francisco foi aluno de Paul Cézanne, mas a relação dos dois deteriorou com o tempo. Em 1865, Francisco ficou conhecido como o primeiro artista porto-riquenho e hispânico impressionista. Em 1868, fundou a Academia Livre de Arte de Porto Rico, hoje conhecida como Escuela de Artes Plásticas y Diseño de Puerto Rico.

## Últimos anos

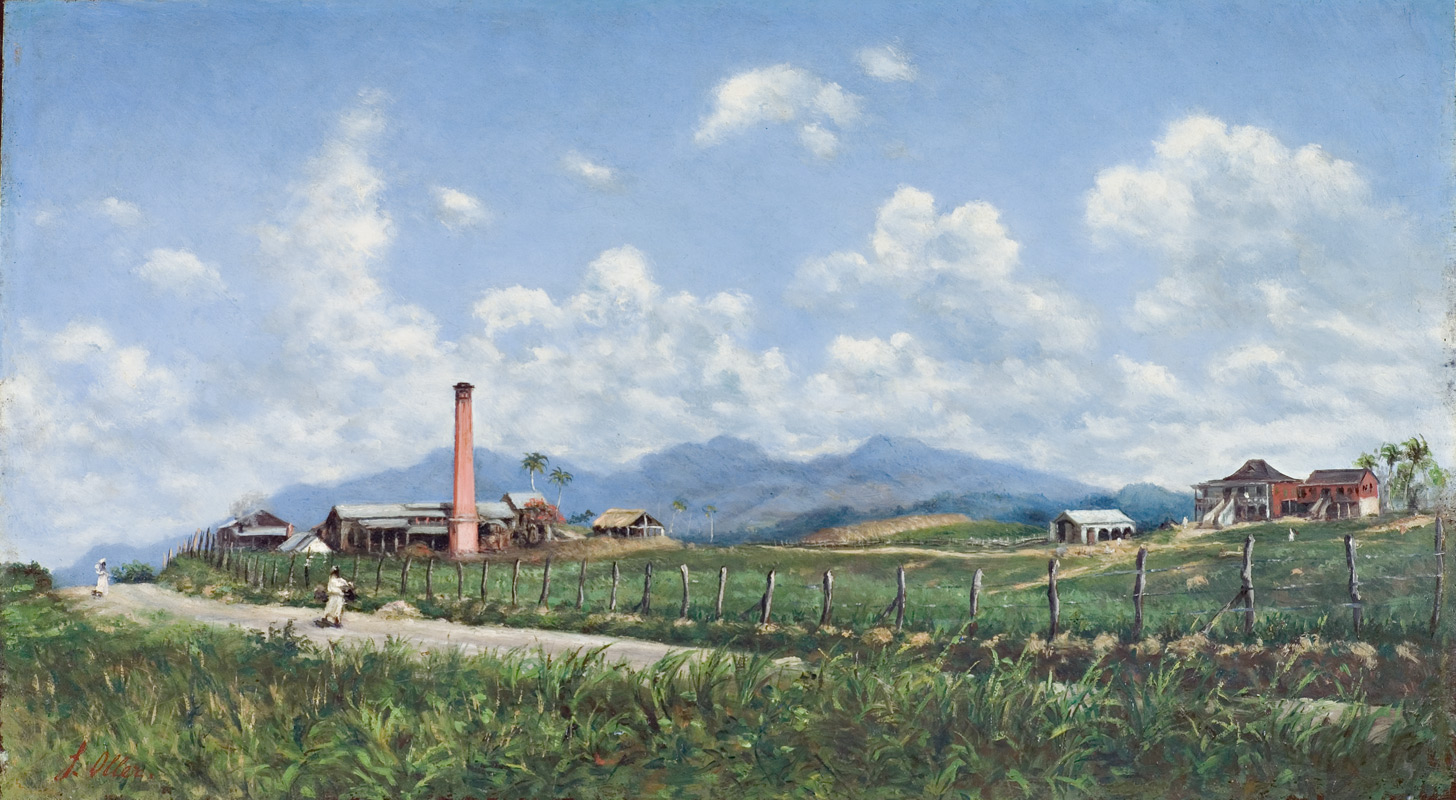
Paisagem de Francisco Oller de 1898

Em 1884, Francisco fundou uma escola de arte para moças, que tornaria-se posteriormente a Universidad Nacional. Em 1871, a Espanha o honrou como membro dos Caballeros de la Orden de Carlos III e um ano depois tornou-se o pintor oficial da corte de Amadeu I de Espanha. Francisco trazia a realidade da paisagem porto-riquenha para suas telas, tendo obras expostas em vários museus do mundo.
Francisco Oller faleceu em 17 de maio de 1917, em San Juan, capital de Porto Rico.

## Estilo
Francisco era um pintor prolífico, cujos trabalhos retratavam paisagens e locais históricos de Porto Rico, entre outros. Envolveu-se com diversos movimentos artísticos, tais como o Realismo, Naturalismo, mas é mais conhecido por seu trabalho no impressionismo.

## Galeria

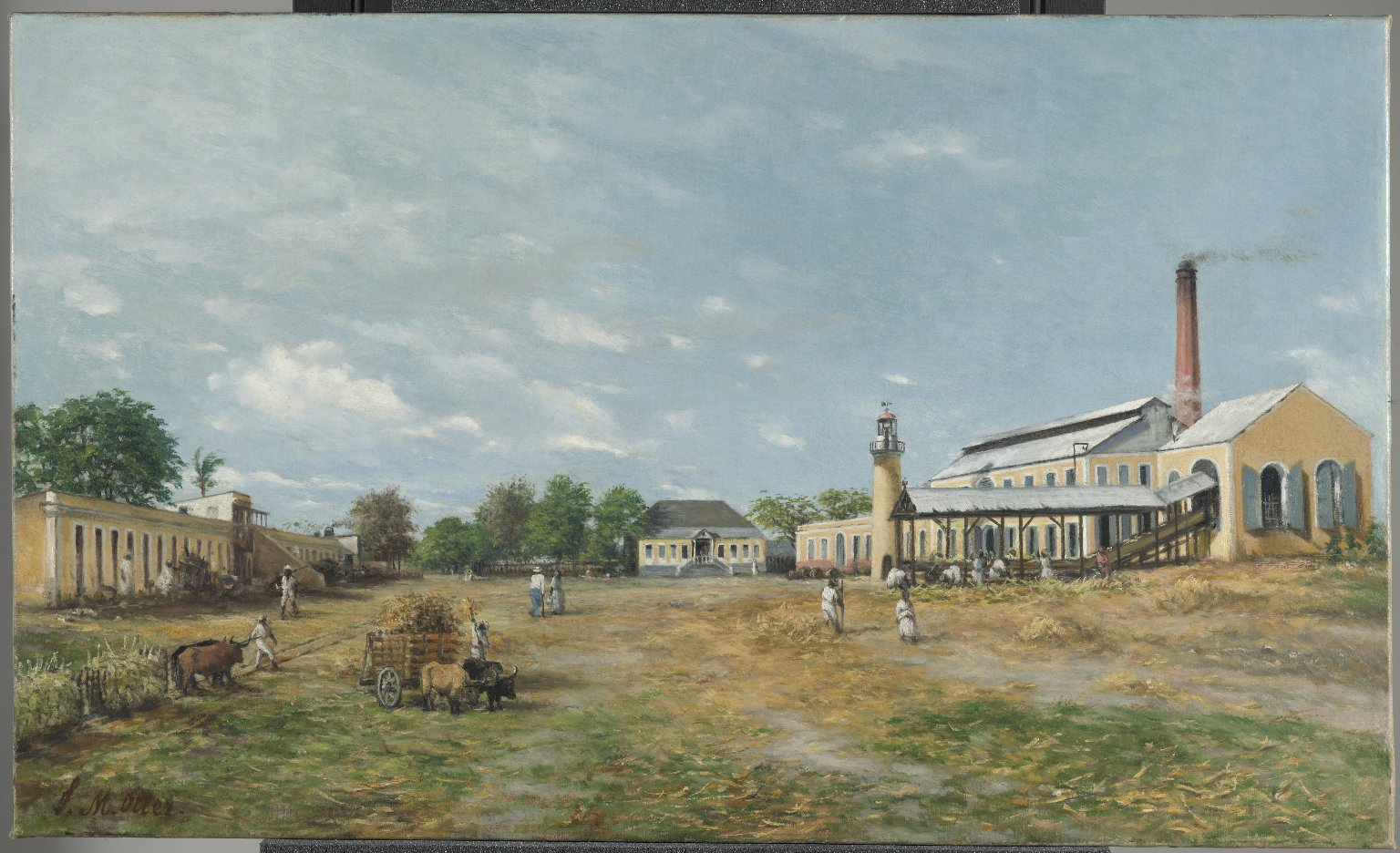
Hacienda La Fortuna, 1885. Brooklyn Museum
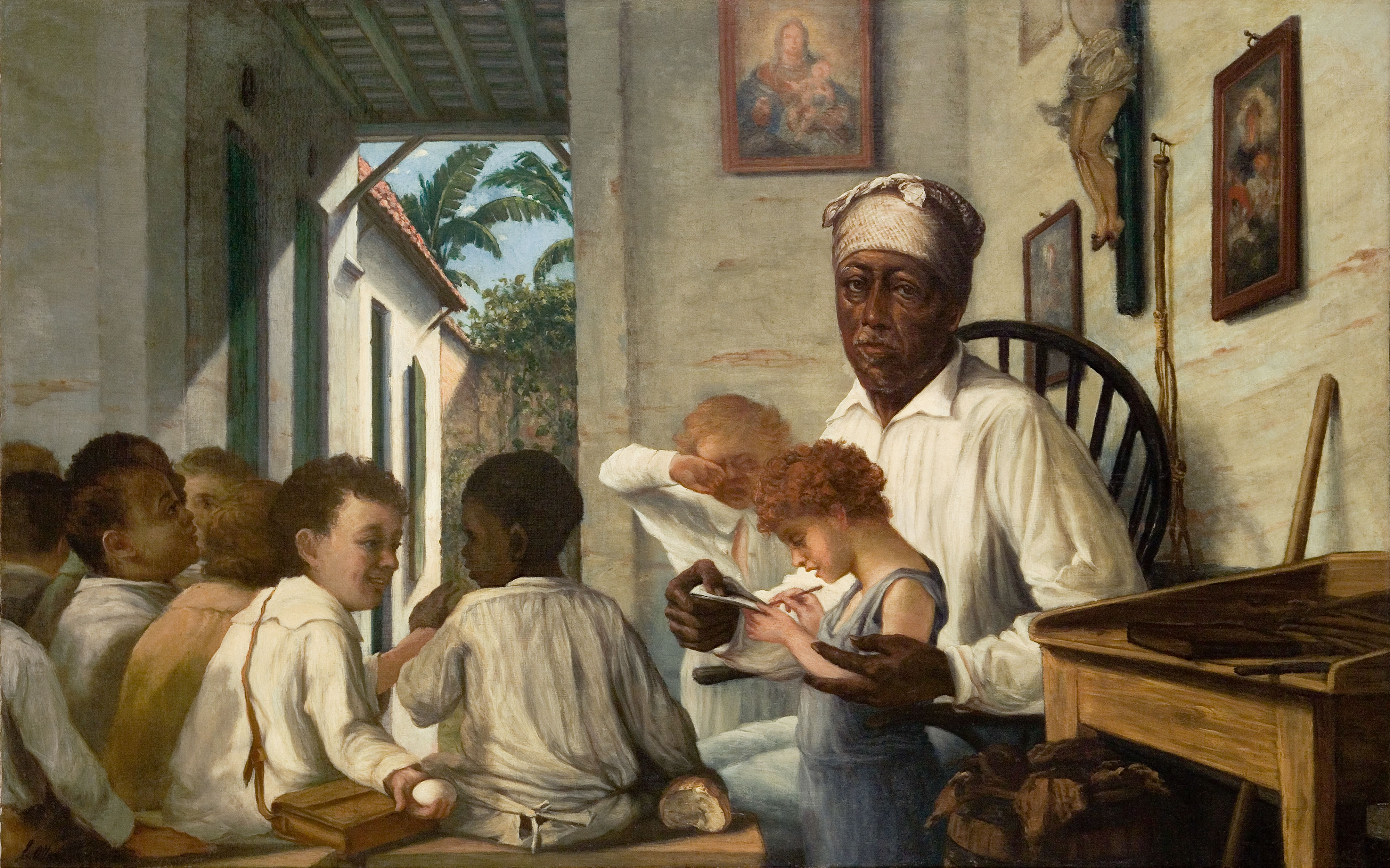
La Escuela del Maestro Rafael Cordero (1890–1892)
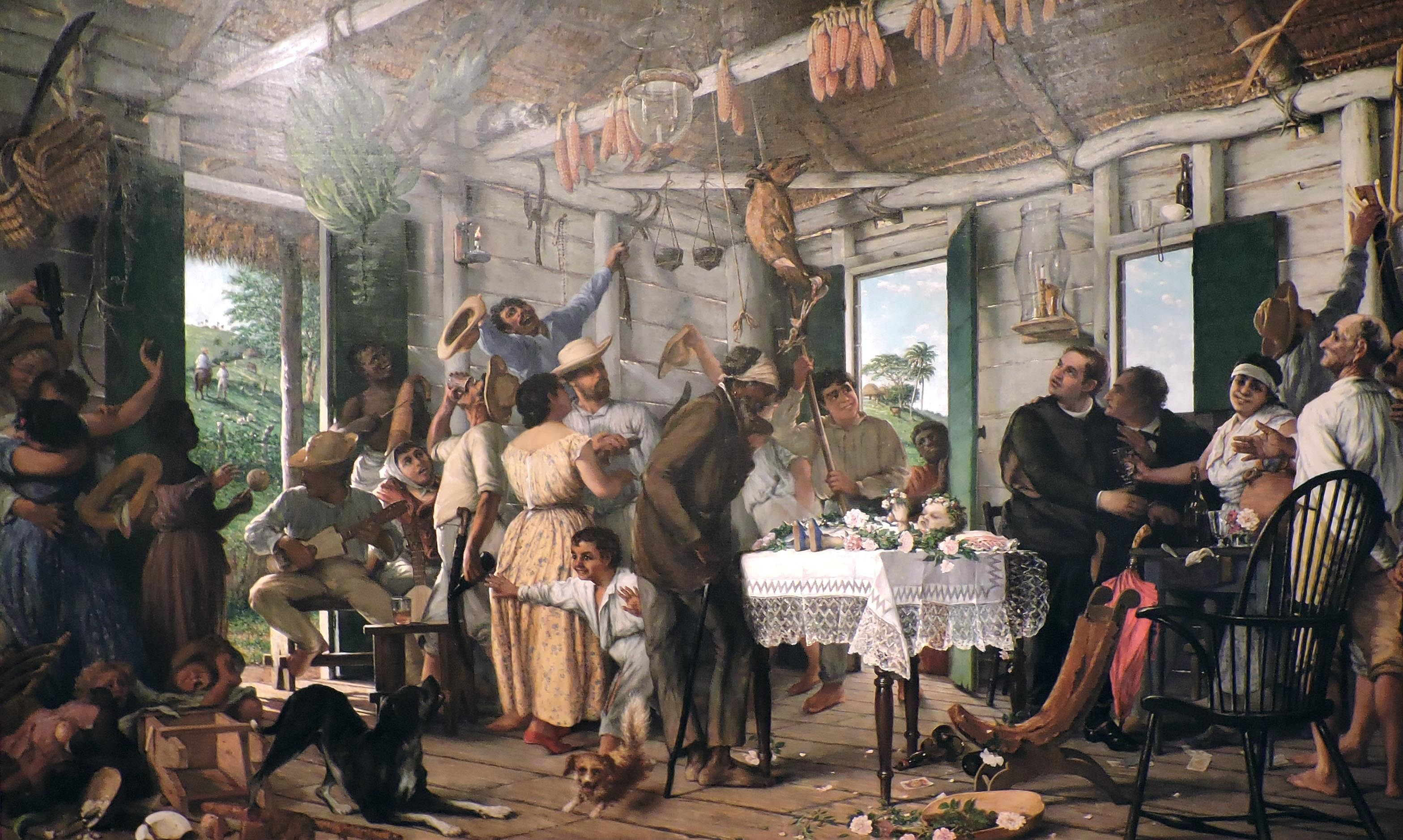
El Velorio (1893)
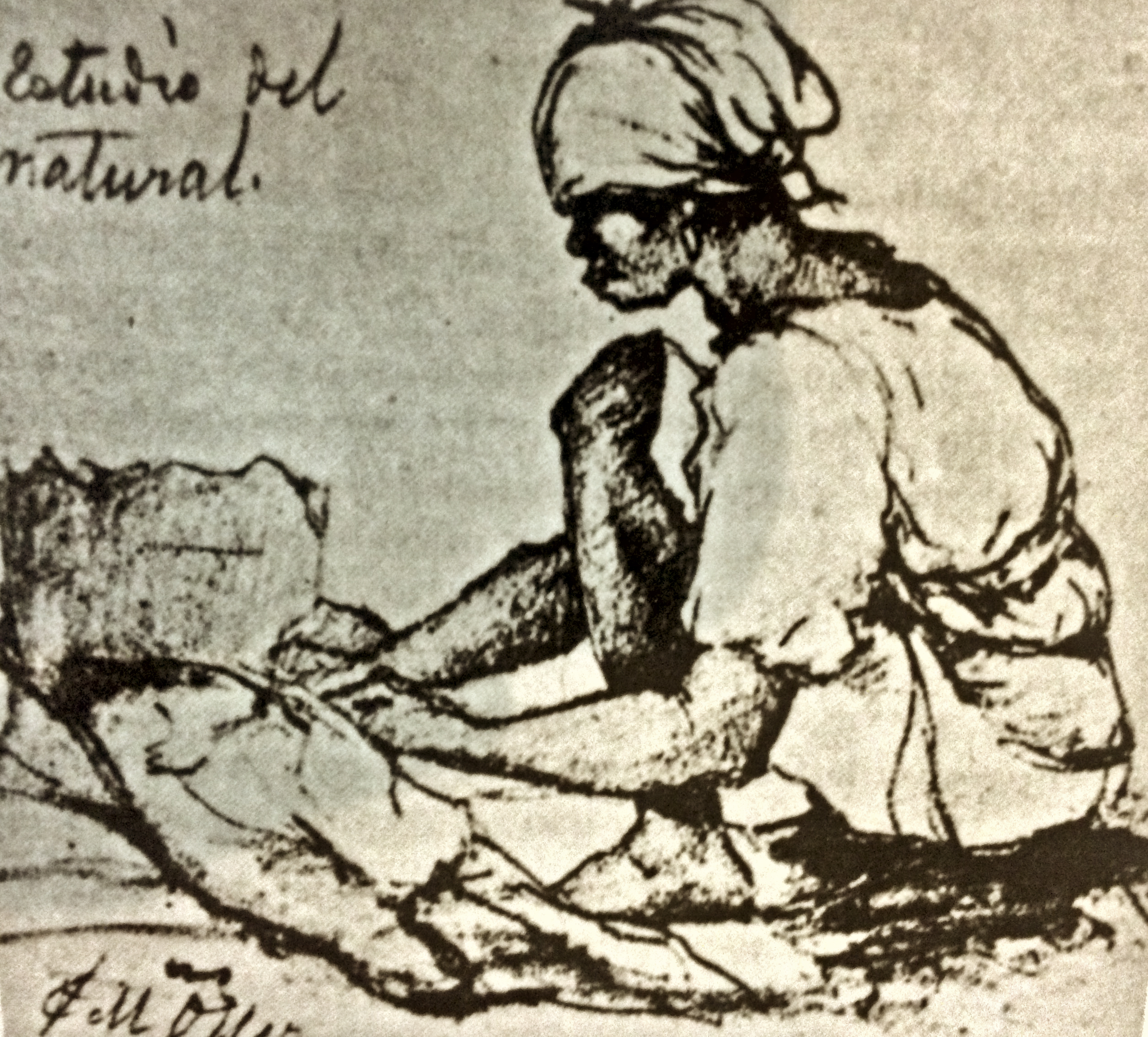
Estudio del Natural, (1866-72)